# Серо-голубой гиацинтовый ара
Серо-голубой гиацинтовый ара (лат. Anodorhynchus glaucus) — птица семейства попугаевых, предположительно вымерший вид.
Другие названия — бирюзовый ара, аквамариновый ара, голубой ара.

## Внешний вид
Длина тела 65—75 см, хвоста 37 см. Оперение очень красивое и яркое. Окраска голубая с серо- зеленоватым оттенком. Голова серого цвета, верхняя часть груди, горло и щёки серовато-бурые. Неоперённая зона вокруг глаз. У основания клюва округлый, бледно-жёлтый голый участок. Клюв чёрный, по размерам меньше, чем у его ближайшего родственника, гиацинтового ара. Лапы тёмно-серые. Радужка тёмно-коричневая.

## Распространение
Обитал на северо-западе Аргентины, в Бразилии, Уругвае и Парагвае.

## Образ жизни
Населял сельву, окраины леса, болотистые местности, пальмовые саванны. Основу питания составляли орехи и другая растительная пища.

## Угрозы и охрана
Местообитания большей частью уничтожены в результате рубки и сведения лесов. Относится к видам на грани исчезновения и охраняется законом. Занесён в Красную книгу МСОП. В настоящее время эта птица считается вероятно вымершим видом — с начала XX века было лишь несколько наблюдений.